# Каваньис, Феличе
Феличе Каваньис (итал. Felice Cavagnis; 13 января 1841, Бордонья, Ломбардо-Венецианское королевство — 29 декабря 1906, Рим, королевство Италия) — итальянский куриальный кардинал и папский сановник. Про-секретарь Священной Конгрегации чрезвычайных церковных дел с 20 июня 1893 по 14 августа 1896. Секретарь Священной Конгрегации чрезвычайных церковных дел с 14 августа 1896 по 15 апреля 1901. Кардинал-священник с 15 апреля 1901, с титулом церкви Санта-Мария-ад-Мартирес с 18 апреля 1901. 